# Cortes de San Cugat-Tortosa (1419)
Las Cortes generales catalanas de San Cugat del Vallés y Tortosa de 1419 fueron convocadas por el rey Alfonso V el Magnánimo el 21 de marzo de 1419, casi tres años después de heredar la corona de Aragón por la muerte de su padre Fernando I de Antequera el 2 de abril de 1416. 
El clima político previo era bastante tenso con el monarca. La protesta hecha a su padre en las anteriores Cortes de Montblanc (1414) por las incorporaciones de miembros castellanos a la corte real, no había sido corregida y el nuevo rey Alfonso, en su nombramiento, en 1416, había manifestado un estilo autoritario al dirigirse en el Parlamento de Barcelona en castellano. El arzobispo de Tarragona, en nombre de los estamentos presentes, le respondió "si vis Amaris, ama" (si quieres ser amado, ama), invitándole claramente a interesarse por Cataluña si quería tener un trato recíproco. Posteriormente, la nobleza catalana creó, en 1418, la Junta de Molins de Rei, una liga de ciudades, villas y varones encabezada por el consejero de Barcelona Ramon Desplà y el conde Roger Bernardo I de Pallars Sobirá, para hacer frente a los movimientos castellanos de la corte.
En julio de 1419 se nombraron los nuevos diputados a la Generalidad, encabezada por Joan Desgarrigues como Presidente.
En enero de 1420 las cortes se trasladaron a Tortosa, donde se entregan al rey los primeros 40 000 florines del donativo acordado. La comisión de agravios revisó la legislación para asegurar un mayor carácter pactista, presentó trece constituciones para ser aprobadas, pero no se avanzó y se produjo una ruptura. El rey, con el donativo recibido y la flota preparada, suspendió las cortes el 10 de mayo y embarcó en el puerto de los Alfaques en dirección a Cerdeña.
Las campañas mediterráneas acabarían con la conquista de Nápoles, donde Alfonso fijaría su residencia.
| Predecesor: Cortes de Montblanc de 1414 | Cortes Catalanas 1419 | Sucesor: Cortes de Barcelona de 1421 |